# Anolis brianjuliani
Anolis brianjuliani — вид ігуаноподібних ящірок родини анолісових (Dactyloidae). Ендемік Мексики.

## Поширення і екологія
Anolis brianjuliani відомі з типової місцевості, розташованої в горах Південної Сьєрра-Мадре в штаті Герреро на висоті 2055 м над рівнем моря.